# Вук Љубисављевић
Вук Љубисављевић (Београд, 1987) српски је вајар и сликар.

## Биографија
Своје радове је почео да излаже 1996. године на 32. Дечијем октобарском салону у Београду (Змај, темпера и Робин Худ, фломастер). Већ наредне 1997. године почео да похађа Атеље за примењену уметност у Дечијем културном центру у Београду и на наредна три салона од 1997. до 2000. године је учесник Дечијег октобарског салона у Београду, када је 2000. године на 35. Дечијем октобарском салону у Београду добио III награду за рад Пасторала, теракота.
Дипломирао је 2011. године на Факултету примењених уметности у Београду, Одсек примењено вајарство, у класи професора Зорице Јанковић. У Дечијем културном центру у Београду 2011. године одржава неколико радионица под називом „Како настаје скулптура“, а 2014. године реализује пројекат „ДОМАЋИ РЕДИМЕЈД“ у просторијама галерије Сулуј у Београду.
Од 2014. године је редован члан УЛУС-а и УЛУПУДС-а.

## Самосталне изложбе
- 2011. прва самостална изложба „Израстање“ у галерији Дечијег културног центра у Београду.[2]
- 2013. Ликовна галерија, Горњи Милановац[3]
- 2013. изложба „Нас троје“ Установа културе Пароброд, Београд[4]
- 2014. Установа културе Вук Караџић, Београд
- 2015. Галерија Стара капетанија, Београд[5]

## Групне изложбе
- 2010.

10. Међународни бијенале уметности минијатуре, Горњи Милановац
- 2011.

 међународни фестивал уметности Ш.У.Н.Д (шта уметност нуди друштву) где добија награду за скулптуру
Дипломска изложба „Диплома 11“ у Музеју примењених уметности у Београду
18. Београдска мини-арт сцена, Галерија Сингидунум Београд
 међународна изложба минијатуре, Галерија Траг Београд
- 2012.

Галерија Кулоарт (Математичка гимназија Београд, изложба одржана у склопу академије, поводом школске славе, тематски је посвећена лику и делу Светог Саве)
Земунски салон, Галерија Стара капетанија
Изложба „Улупудс је видљив“, у склопу велике изложбе Дизајн 2012 на 50. јубиларном сајму намештаја
19. Београдска мини-арт сцена, Галерија Сингидунум Београд
„АРТ ФУЗИОН“, манифестација са скулптуром „Последња песма балалајке“
- 2013.

Изложба „Мини експо“, Галерија Перо Београд
„19. Изложба ускршњих јаја“, Галерија Перо Београд
Изложба вајара Србије у Железничком музеју у Београду, у организацији вајарске секције УЛУС-а
Изложба „Путеви и трагови“, изложба вајарске секције УЛУПУДС-а, поводом обележавања 60 година од настанка удружења и вајарске секције
„АРТ ФУЗИОН“ манифестација са сликом „Дунавски наутилус“
20. Београдска мини-арт сцена, Галерија Сингидунум Београд
- 2014.

Изложба „Нови чланови 2014.“, Уметнички павиљон Цвијета Зузорић у Београду
Изложба „Новопримљени чланови улупудса 2014.“, Галерија СУЛУЈ у Београду
11. Међународни бијенале уметности минијатуре, Горњи Милановац
Изложба Фрагменти савремене скулптуре у Културном центру Новог Сада
Изложба Фрагменти савремене скулптуре у Дому културе Чачак
Изложба вајара Србије у кући Краља Петра у Београду
Земунски салон, Галерија Стара капетанија у Беопграду
- 2015.

47. мајска изложба у кући Ђуре Јакшића у Београду

## Изведена дела
- 2007. медаља Сретен Костић - први српски шофер, за музеј аутомобила у Београду, (медаљу Музеј сваке године додељује заслужним појединцима поводом дана музеја).
- 2012. скулптура Заштитница у просторијама Математичке гимназије у Београду.
- 2012. медаља за Фестивал дечијих хорова (FEDEXO) у Београду
- 2012. статуета за награду Богумил Карлаварис за 2012 годину, која се доделила на првој дидактичкој изложби Мудрост чула у Београду
- 2012-2015. поклон скулптура, поводом Сусрети деце Европе Радости европе Београд коју добијају представници страних земаља учесница, као и домаћи представници школа које су учествовале у догађају
- 2014. скулптура Последња балалајка (попрсје Цара Николаја II) у просторијама руског центра Филолошког факултета у Београду.
- 2014. попрсје Кнеза Михаила Обреновића и Књегиње Јулије Обреновић, рељеф Кнеза Михаила Обреновића које се налазе у ликовној збирци Историјског музеја Србије.